# Roland Mikler
Roland Mikler (født 20. september 1984 i Dunaújváros, Ungarn) er en ungarsk håndboldspiller og den nuværende andenmålmand for Ungarns håndboldlandshold, samt førstemålmanden i den ungarske håndboldklub Pick Szeged Handball i hvilken hans kontrakt vil løbe ud i sommeren 2014.
Han har været andenmålmand for Ungarn i et længere stykke tid og bidrog i syv kampe under de Olympiske Lege 2012 i London, hvor specielt hans kamp mod Spanien den 18. januar 2012 i Novi Sad var bemærkelsesværdig.

## Tidlige liv
Roland Mikler blev født den 20. september 1984 i industribyen Dunaújváros, i provinsen Fejér. Han spillede også håndbold i sine tidlige år og vandt i 2005 bronze ved Juniorverdensmesterskaberne i Håndbold sammen med Ungarns juniorhåndboldlandshold.

## Klubkarriere
I 2001 fik Roland Mikler sin debut i professionel håndbold, da han begyndte at spille for sin hjembys håndboldklub ved navn Dunaferr NK. Her spillede han ni sæsoner som håndboldmålmand med undtagelse af en udlågning til klubben Kalocsai KC. Men i 2010 blev han solgt videre til den ungarske klub Pick Szeged Handball hvor hans kontrakt først vil udløbe i sommeren 2014. I tiden hos Pick Szeged har han spillet forrygende godt, og både agenter og medier er blevet imponerede over hans spil.